# (16056) 1999 JN75
A (16056) 1999 JN75 a Naprendszer kisbolygóövében található aszteroida. A LINEAR projekt keretében fedezték fel 1999. május 6-án.